# 国鉄ク5000形貨車
国鉄ク5000形貨車（こくてつク5000がたかしゃ）は、日本国有鉄道（国鉄）が1966年（昭和41年）から製作した貨車（車運車）である。本項では、本形式の試作車であるク9000形と、同時期に開発されたク9100形についても述べる。

## 概要
工業製品としての乗用車を輸送するための車両で、1966年 - 1970年・1973年に試作車からの編入を含めて932両（ク5000 - ク5931）が製作された。製造は日本車輌製造（輸送機工業とのグループ製作）と三菱重工業が担当している。
国鉄による乗用車輸送は、従来は自動車メーカーが所有する種々の私有貨車で行われてきた。荷役にクレーンを必要とするシム1000形（→クム1000形）（トヨタ・パブリカ専用）や、回転式の荷台を備えたク300形（日産・ブルーバード・サニー専用）など、各自動車メーカーで種々の仕様をもつ貨車が使用された。これらは特定車種専用で、搭載車のモデルチェンジごとに改造を必要としていた。また私有貨車であったことから、必然的に片道は空車で返却する運用とせざるを得なかった。さらに2段に自動車を積載する構造のものでは、昇降装置が複雑な点が問題となっていた。
こうした問題点を解決するため、国鉄は積載車種を限定せず汎用的に運用可能な車運車の開発を課題とした。1966年に試作車のク9000形2両（ク9000, ク9001）が完成し、各種試験の成果を踏まえて量産された車両がク5000形である。
各自動車メーカーの工場から全国の消費地・積出港へ乗用車を輸送する専用列車として運用され、往復で異なるメーカーの車両を積載する運用をも可能として輸送効率の向上に寄与することとなったが、1970年代後半以降は輸送需要の減少・輸送体系の変化から多数の余剰車が発生し、一部は他用途向けに改造された。1987年4月の国鉄分割民営化に際しては、64両が日本貨物鉄道（JR貨物）に承継され使用されたが、輸送体系変更のため1996年までに全車が除籍されている。

## 計画および試作

### シム10000形の計画
1965年（昭和40年）に国鉄はまず、国鉄10000系貨車の一環として110 km/h走行対応の車運車を計画した。これがシム10000形である。この時点ではまだ車運車の形式称号規定が改正されていないため、大物車の一部としてシム形式となっていた。計画では、全長22,200 mm、全幅2,800 mm、全高3,400 mm、自重約20 t、荷重15 tでTR203台車を装備するものであった。自動車は1900 cc級なら8台、1500 cc級なら10台、360 cc級なら12台を積載する計画であった。しかしあまりに長い車体で、台車中心間距離が長すぎて信号保安設備に影響を与えることや、特定車種としか連結できなくなる可能性があることから、全国的に運用される予定の車種には不適当とされて、計画図面が作成されたのみで試作は行われなかった。

### ク9000形の試作
シム10000形の計画を基にさらに自動車メーカー各社の意向などを検討した上で、1966年（昭和41年）3月に試作車ク9000形が2両完成した。110 km/h走行は取りやめられて一般の特急貨物列車扱いで85 km/h走行対応とされた。この間に車運車の記号としてクが指定されたため、ク形式になっている。車体の構造は後のク5000形とほぼ同様である。
試作車による試験が行われた上で、同年ク5000形としての量産が決定された。試作車2両もク5000・ク5001としてク5000形に編入された。またこの2両を用いて、1966年7月6日からプリンス自動車工業（8月に日産自動車に合併）と三菱重工業（1970年から三菱自動車工業に分社化）の協力により、東小金井 - 笠寺間で1日1両を相互に運行する試験が開始された。この結果を参考として、1966年10月ダイヤ改正から量産車による本格的な輸送が始められることになった。

## 構造

### 基本構造
全長20,500 mm、全幅2,920 mm、全高3,300 mm、自重約22 t、荷重12 tで台車はコキ5500形コンテナ車で用いられたTR63B形を基に、枕バネなどを本形式の軽荷重に適応させたTR63C形であるが、後期の車両では軸受を密封コロ軸受に変更したTR222形を用いているものがある。ブレーキ装置はコキ5500形（初期形）と同一の方式のA制御弁を用いたAD方式であったが、途中から通常の貨車と同じK三動弁に戻された。本形式では積載時と空車時の重量差が小さいため、積空切替機能は省略された。留置ブレーキは車体側面下部に回転ハンドル式の手ブレーキを設けている。車体の塗装は貨車としては派手な朱色3号が採用されている。

### 車体
車体は上段の荷台と下段の台枠とを鋼製の支柱で結合したトラス構造で、支柱は片側6組（合計12本）である。上段の側面には車体長いっぱいに手すりが設けられている。床面にはタイヤガイドレールが設けられており、従来の車運車が特定車種に合わせた幅であったものが、本形式では様々な車種に適合させるために幅広のものとされた。またガイドレールの外側に歩み板が設けられている。妻面には隣車との乗用車移動に用いる跳ね上げ式の踏板が、外から妻面に向かって左側に上下段とも設けられた。これは隣接車両に装備されている踏板と組み合わせることで両側が揃って車路を形成する構造である。

### 自動車積載数と緊締方式
自動車は1200 cc - 1900 cc級なら8台、800 cc - 1000 cc級なら10台、360 cc級なら12台を積載する。これはシム10000形での計画時点に比べて、1200cc - 1500cc級の自動車の積載数が10台から8台に減少したことを意味する。
自動車の緊締方式は従来の車運車に比べて簡素なものとなり、タイヤガイドレールの脇に設けられた穴に緊締金具を差し込んで自動車のタイヤにかませることで、前後方向の移動を止められる程度のものとなった。このことから本形式は突放禁止扱いとされている。この緊締金具は可搬式で1両あたり48個が常備され、これを収める箱が台枠横梁部に設置されていた。緊締金具は当初重量11.8 kgであったが、重くて不便との苦情から1973年（昭和48年）に8.2 kgに軽量化されたものが開発されている。また上段での緊締作業に便利なように、上段にも緊締金具収納箱を装備する改良が1967年（昭和42年）後期製造車両から採用されており、それまでの車両もその後改造されて同様の仕様となった。

### 荷役方式
荷役方式は乗用車自身を走行させて積み下ろしを行う「自走式」が採用されている。発着拠点には積み降ろし用のスロープ設備が別途常備された。これは固定式のものと自走式のものがあった。固定式のものでは、輸送基地に専用プラットホームがあって、下段はプラットホームから直接乗り込んでいた。上段については、横から斜路を移動させて据え付けるものと、留置線末端に仕込まれた油圧式の機械により斜路を昇降させる方式のものがあった。また自走式はトラックに積み降ろし用の設備を搭載したもので、航空機のタラップに似たものである。貨車の妻部に接近して車両を止めて、アウトリガーを展開し、積み降ろし設備を展開することで自動車の積み降ろしができるようになる仕組みであった。当初は固定式が多かったが、1968年（昭和43年）から自走式である東急車輛製造のARC-2型が普及していった。これらの設備は国鉄所有となっていた。自動車輸送基地にはこうした荷役設備と自動車を留置しておくモータープールが必要とされたため、どこの貨物駅でも自動車輸送を取り扱えるというわけではなかった。

### 自動車用シート
輸送中には自動車を保護するために、自動車用シートが装着されていた。当初は電化区間のみを運行することから、蒸気機関車の煤煙の心配はないとされてシートは装備せず、そのままの状態で運ぶ計画であった。しかしブレーキの制輪子から出る鉄粉やパンタグラフから飛ぶ銅粉などが自動車の車体に付着して汚れたり傷が付いたりするという問題が発生した。暫定的に機関車と貨車の間に別な車両を挟むことで銅粉の付着対策とし、1966年10月の本輸送開始時からシートの使用が開始された。このシートも国鉄所有で、無蓋車におけるシートやロープと同じ扱いとされた。材質はビニロンまたはナイロンで、外側は小豆色で防火・防水加工をされていた。このシートは車種ごとに製作され50種類以上が用いられていた。シートを収納する箱がク5000形に用意されていたが、複雑なシートの運用が定められていたこともあってク5000形の空車返却とは別に有蓋車で輸送することも多かった。

## 分類
生産ロットによる変化を以下説明する。

### 試作車編入車
ク9000形から編入されたク5000・ク5001であり、当初は自動車用シート格納箱を装備していなかった。

### 初期量産車
初期量産車は1966年10月の本格運転開始に合わせてク5003 - ク5021として20両が投入された。自動車用シートを装着することになったためシート格納箱を装備しており、これは試作車編入車にも後に改造で装備された。また台枠工作上の都合から下段のタイヤガイドレールの位置が高くなっている。

### 2次量産車
2次量産車は運用拡大に伴って1967年（昭和42年）9月までにク5022 - ク5361の340両が製造された。シート格納箱の容量が拡大されている。ク5062以降は、制輪子の鉄粉が吹き上がって自動車に付着するのを防ぐために下段床面の開放部を完全に塞ぐようになり、これはこれ以前の車両についても改造された。またブレーキ制御弁がK三動弁になった。

### 3次量産車
3次量産車は1967年度後半から1968年（昭和43年）にかけてク5362 - ク5831の470両が製造された。下段のみだった緊締金具収納箱を上段にも設置しており、これは従来車にも改造で適用された。高さ方向の余裕を持たせるために下段のタイヤガイドがわずかに下げられている。これらの改造により自重が21.8 tから22.2 tに増加した。

### 4次量産車
4次量産車は1970年（昭和45年）度にク5832 - ク5901の70両が製造された。それまで台車はTR63C形であったが、これらの車両からTR222形に変更となった。円錐コロ軸受になり、また両抱き式踏面ブレーキが片押し式に簡素化された。

### 5次量産車
5次量産車はク5000形の最後の量産グループで、1973年（昭和48年）度にク5902 - ク5931の30両が製造された。TR222形台車の鋳鉄制輪子を合成制輪子に変更したTR222A形台車に変更されている。

## 改造

### 台車の片押しブレーキ化
各量産車は、上述しているように以後に登場した量産車の改良点を一部取り込んで改造されている。これ以外に、4次量産車でのTR222形台車で導入された片押し式ブレーキが良好であったために、それ以前のTR63C形台車についても片押し式ブレーキへの改造工事が半数ほどの車両に施工されて、形式がTR63CF形になっている。

### JR貨物での塗装変更
国鉄分割民営化に伴ってJR貨物に承継された車両については、青と赤または青・白・赤の塗装に変更され、後者はフランスの国旗にちなみトリコロールカラーと呼ばれた。これはその当時ク5000形で乗用車輸送を行っていた日産自動車のコーポレートカラーでもある。

### 大型車兼用化改造
1989年（平成元年）に日産自動車からインフィニティ・Q45が発売され、このトレッド幅が広いことから10両が上段のタイヤガイドを広げる改造工事を行い、上段側面に「大型車兼用」と表示されている。

## 運用

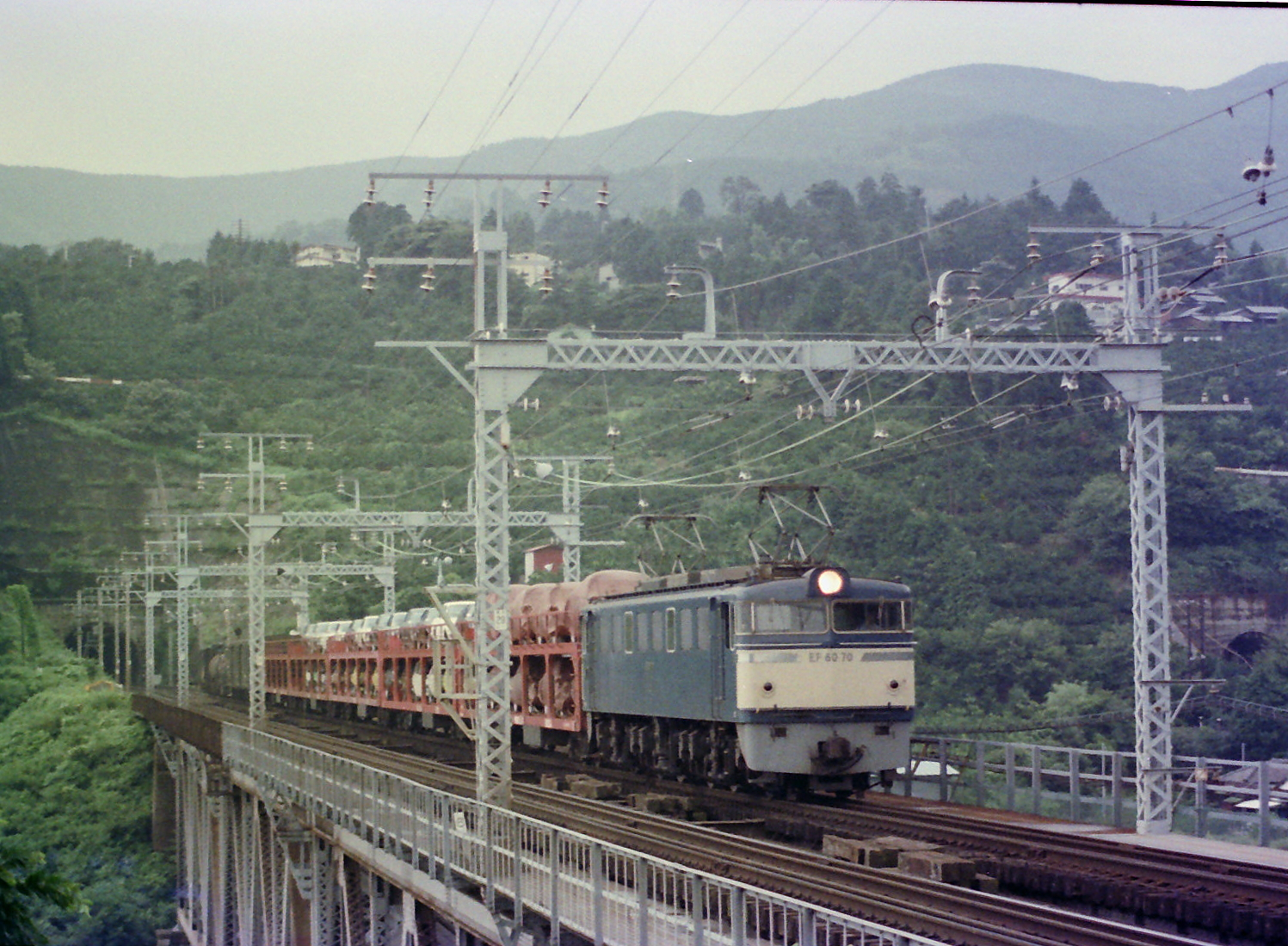
ク5000形と一般貨車を併結した貨物列車（1978年8月、真鶴 - 根府川間）

### 本格輸送の開始
試作車による1966年7月からの試験的な輸送を経て、同年10月のダイヤ改正から量産車による本格的な自動車輸送が開始された。荷主の自動車メーカーは、日産自動車、三菱重工業に加えてトヨタ自動車、ダイハツ工業、富士重工業（後のSUBARU）、いすゞ自動車である。試験輸送時の東小金井 - 笠寺に加えて6区間での輸送が開始され、このうち4区間は往復とも積車輸送であった。この時点では他の貨物列車に連結して1両 - 2両程度ずつの使用であった。

### 「アロー号」の運転開始
1967年になると、全国で急速にク5000形を使用した自動車輸送が普及していった。3月からク5000形のみで編成された自動車輸送専用特急貨物列車の運行も開始された。荷主自動車メーカーは東洋工業（後のマツダ）、本田技研工業、鈴木自動車工業（後のスズキ）、愛知機械工業が新たに参加して、国産自動車メーカーの全てが鉄道輸送を行うようになった。1967年7月1日ダイヤ改正では、東北・北陸方面での輸送が開始されると共に、東京 - 九州間では18両 - 19両編成での専用特急列車「アロー号」が3往復運転を開始した。さらに10月にアロー号は1往復追加されている。12月には北海道でも輸送が開始され、この年だけで約25万台の自動車がク5000形によって輸送された。
その後もク5000形による自動車輸送は増加を続けた。1968年（昭和43年）10月には1日17本の運行となった。1969年（昭和44年）10月には区間別の専用運用から、全国共通運用体制に切り替えられた。運転本数は増加を続け、1970年（昭和45年）10月には28本となった。1972年（昭和47年）時点ではアロー号は上下合わせて25本を数え、これからさらに継送などにより区間列車が運行されていた。このころのアロー号は最長20両編成で、末尾に車掌車を連結していた。この年の自動車輸送台数は79万台に達し、これは同年の日本国内自動車生産台数の30 パーセントとなっている。これは自動車工業自体が急速に成長していたことに加え、道路がまだ整備されておらずキャリアカーによる陸送体制が整わなかったことなどが理由としてある。
自動車の輸送基地は、メーカーの工場とディーラーへの距離を検討して設置された。運行開始時点では籠原、大宮操、東小金井、川崎河岸、横須賀、厚木、笠寺、百済、川西池田の9箇所であったが、1970年の最大時には29箇所になっていた。特に、北野桝塚駅と笠寺駅の2箇所は規模が大きいものであった。北野桝塚駅は建設中であった岡多線をトヨタ自動車向けの自動車輸送用に部分開業させて1970年に開設されたもので、1万台分のモータープールがあり、1日10往復で貨車140両により自動車1,300台を扱っていた。また岩波駅のように駅から分岐する専用線で関東自動車工業（後のトヨタ自動車東日本）東富士工場に乗り入れるものもあった。

### 輸送量の減少と余剰車の発生

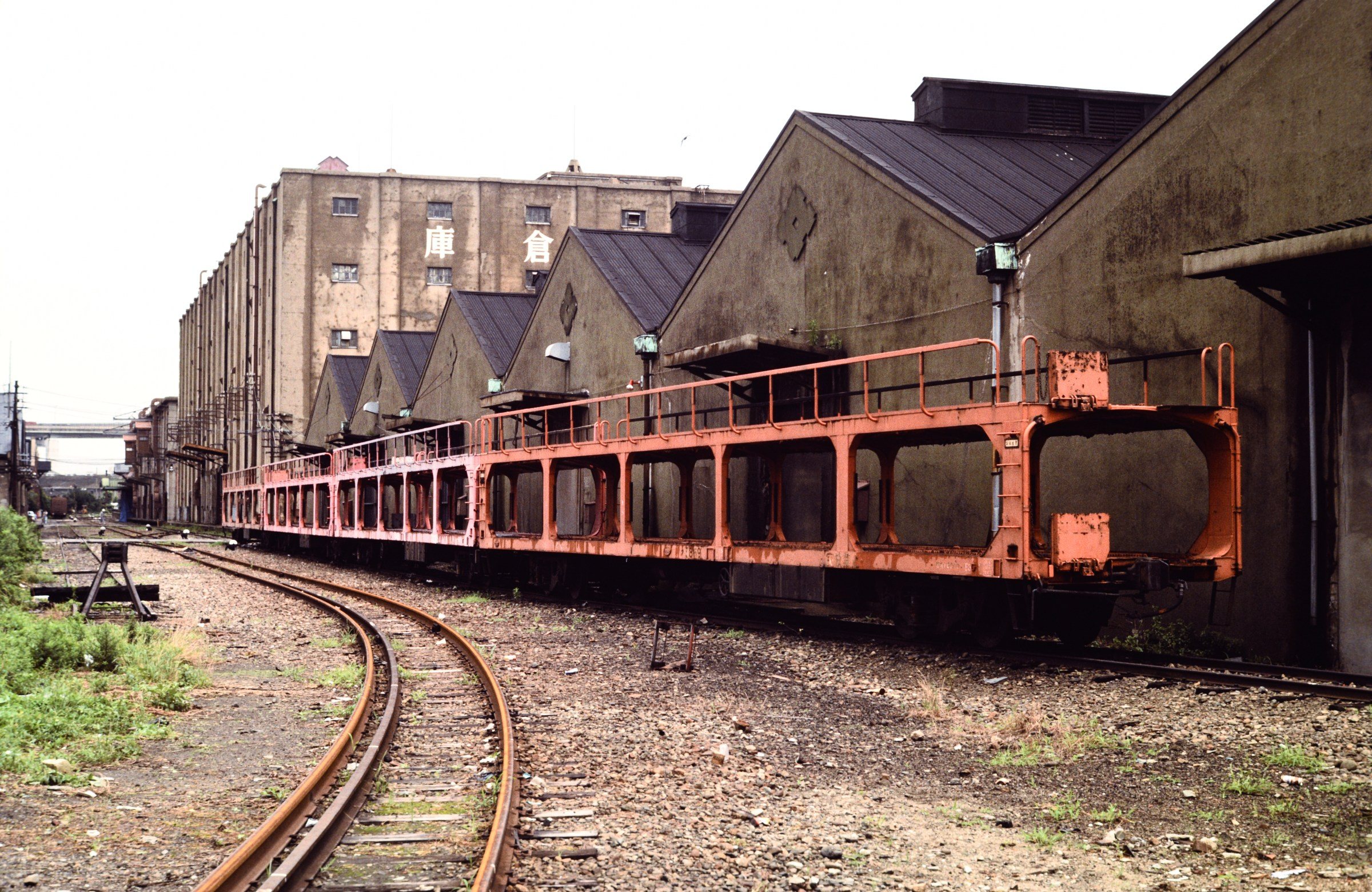
余剰となり留置されたク5000（1985年・大阪港駅）

1973年（昭和48年）以降は一転して輸送量は減少することになった。これは相次ぐストライキによる輸送障害と、国鉄の貨物運賃の繰り返しの値上げが大きな原因となっている。これにより自動車メーカー各社は自動車専用船やキャリアカーによる輸送にシフトしていった。結果的に昭和48年度増備車は全く無駄なものとなってしまった。

### 「ニッサン号」の運転開始
昭和50年代に入ると、利用の減った列車は運転が廃止されると共に、ある程度輸送量のある区間については列車単位での割引での利用獲得が行われた。1978年（昭和53年）10月から日産自動車栃木工場（栃木県河内郡上三川町）で製造される輸出用自動車を港に運ぶ専用列車「ニッサン号」が宇都宮貨物ターミナル駅 - 本牧埠頭駅間で運転を開始した。しかし1984年（昭和59年）には専用列車は3往復まで減少し、翌1985年（昭和60年）3月ダイヤ改正で一旦日本における自動車の鉄道輸送は全廃された。ところが、1986年（昭和61年）5月に「ニッサン号」の運転が再開し、これはJR貨物への移行後まで運転されることになった。JR移行後は、1989年に誕生した北米市場向けブランド・インフィニティの輸送などがメインとなっていった。

### JRへの承継
1987年（昭和62年）の国鉄分割民営化に伴い、JR貨物に64両が承継された。後に日本国有鉄道清算事業団から、廃車になったがまだ解体されていなかった本形式29両を購入整備し、合計93両を所有した。これらはブレーキ装置の片押し式への改造が行われた車両のみから選ばれている。
JR貨物においては日産自動車栃木工場にて生産された乗用車を本牧埠頭はじめ各地に輸送する運用に用いた。さらに一時期はこれ以外の工場からの輸送も行われ、輸送先は全国に広がった。しかし輸送需要の消滅・コンテナ化により1995年（平成7年）からはコンテナ車やタンク車などに併結した運行となり、1996年4月（平成8年）に本形式での運用を終了した。

## カートレインとしての使用
ク5000形はメーカーで製造された新車を輸出港や販売先へ輸送するのが本来の目的の車両であるが、国鉄時代とJRになってからのそれぞれ1回ずつ、一般からの自動車を搭載して目的地へ輸送するカートレインとしての運行を行ったことがある。

### オート・エクスプレス
1967年10月24日から1970年9月28日まで、新宿駅と梅小路駅（現在の京都貨物駅）の間で「オート・エクスプレス」の運行を行った。梅小路駅からは京都駅までの自動車回送サービスがあった。上下とも夜行で1日1両が貨物列車に併結で運転された。旅客はこの間を新幹線などで移動することが前提で、有効な乗車券を所有している必要があった。当時片道6,700円、往復12,000円で輸送していた。当初は好調であったが、東名高速道路の開通の影響や人と車で利用する駅が異なるという不便さなどを受けて廃止となった。

### マイカー・フレート
民営化直後の1987年から1989年にかけて、夏期に期間を限定してJR貨物が「マイカー・フレート」の運行を行った。運行区間は田端操駅から東青森駅、姫路駅、金沢駅、東広島駅などで年によって異なっていた。1日1両が運行されていたが、実績が振るわずに廃止された。

## 廃車
昭和50年代から輸送需要の急速な減少により余剰車が多数発生したが、そのまま留置された状態であった。これは会計検査院に指摘を受けた国鉄が、この形式の改造により全国にトラックのカートレイン輸送網を作る構想をしていたことの影響との説がある。1985年から1986年にかけて一挙に除籍が進み、64両となってJR貨物に承継された。一部がニッサン号用に復活したが、1996年に最後の5両が廃車となって形式消滅した。

### 他形式への部品流用

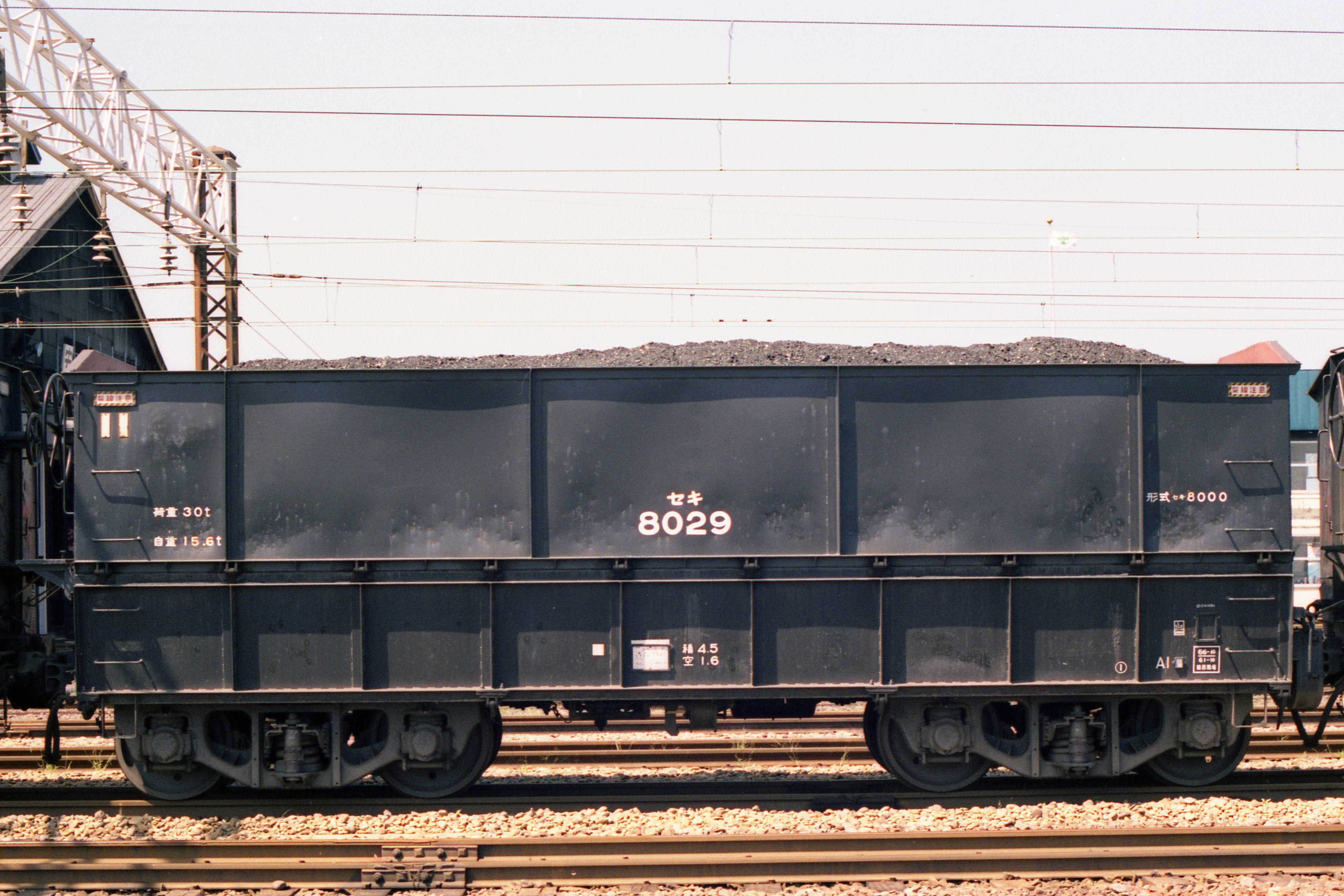
ク5000形の台車を流用した石炭車セキ8000形（1988年）

ク5000形が余剰となる中、オイルショックをきっかけとする省エネルギー施策により石炭の需要が高まる一方で、北海道で使用されていた石炭車のセキ3000形やセキ6000形は老朽化が進み、石炭車が不足していた。1981年から1983年にかけてク5000形合計155両分の台車がセキ8000形の新製時に流用された。TR63C形、TR63CF形を石炭車の重量に対応する改造を行ってTR63G形としている。
また1986年からピギーバック輸送用車運車であるクム80000形への台車流用も行われている。

## 保存車
ク5902が宇都宮貨物ターミナル駅に非公開状態で保存されていたが、2011年6月に那珂川清流鉄道保存会に譲渡され公開保存されている。「ク」の形式を持つ唯一の現存車両である。

## ク9100形
ク5000形による自動車輸送が急速に立ち上がり始めた昭和40年代初期に、実際の搭載荷重の低い自動車輸送はボギー車を使用しなくても輸送可能ではないかということから試作されたのがク9100形である。1967年3月に日立製作所で1両が製造された。
この車両は極めて特殊なもので、三軸車でありしかも車体が中央部分で分割された連接車であった。連接三軸車は、日本の貨車ではこの形式が唯一である。しかしこの形態の車運車は、ヨーロッパでは極めて一般的なものである。
全長21,840 mm、全幅2,920 mm、全高3,099 mmで自重は18.5 t、荷重は12 tでKC 制御弁の自動空気ブレーキと手ブレーキを備えていた。走り装置は2段リンク式であるが、通常とはばねの反りが逆向きになった特殊なものであった。また背の高い車を載せる都合上通常より小さな半径790 mmの車輪を装備していた。三軸車のため中間車軸の案内装置が組み込まれている。この走り装置でク5000形と同様に85 km/h運転を行うことが計画されていた。
三軸連接構造を利用して車体長が長くなったため、シム10000形で計画されたように1200cc - 1500cc級の自動車の積載数が10台に戻った。1段に5台の自動車を搭載すると、中央の自動車は連接部分にかかってしまい、カーブ走行中に車体がこの部分で屈折することに対応する必要がある。このことから中間部には中間荷台が設けられていた。これ以外の仕様は、タイヤガイド、緊締金具、渡り板、シート格納箱などほぼク5000形に準じている。
1967年5月17日にカーブの多い中央西線で空車時と自動車10台積載時の両方での走行実験が行われた。しかし結局実用化は行われず、ヨンサントオ（昭和43年10月ダイヤ改正）に伴う65 km/h制限を示す「ロ指定」を受けて、西名古屋港駅で放置された。1976年度に廃車されたが、実際に解体されたのは1983年2月である。